# Žiče (Domžale)
Žiče is een plaats in Slovenië en maakt deel uit van de gemeente Domžale in de NUTS-3-regio Osrednjeslovenska. De plaats telde 59 inwoners op 1 januari 2020.